# Karoolijster
De karoolijster (Turdus smithi) is een zangvogel uit de familie lijsters (Turdidae).

## Verspreiding en leefgebied
Deze soort komt voor in Zuid-Afrika (Namakwaland, Karoo en Noord-Kaap, Vrijstaat, Gauteng, Limpopo, Mpumalanga en delen van de North West Province).